# جاده ئی۹۰ اروپا
جاده ئی۹۰ اروپا (به انگلیسی: European route E90) یکی از جاده‌های اصلی قاره اروپا است.
این جاده که از شهر لیسبون (پرتغال) شروع شده، در شهر سیلوپی (ترکیه) به پایان می‌رسد و ۶۴۴۱ کیلومتر مسافت دارد.

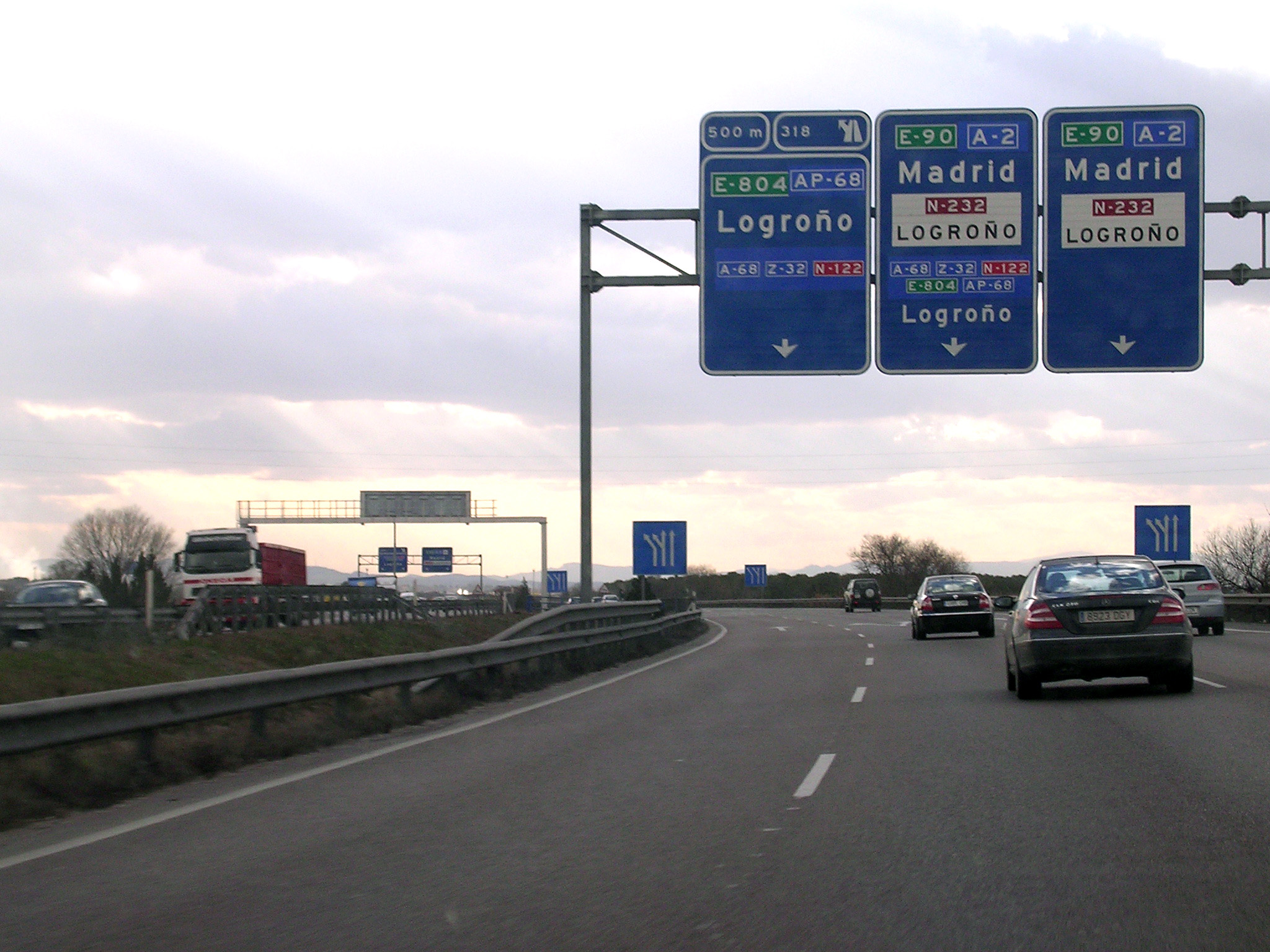
جاده ئی۹۰ اروپا در اسپانیا